# Championnat d'Irlande de hurling 2011
Navigation
Édition précédente Édition suivante
Le championnat d'Irlande de hurling 2011 (2011 All-Ireland Senior Hurling Championship) est le 123e championnat inter-comté de hurling. Il se dispute au cours du printemps et de l'été 2011. Il oppose 14 équipes représentant 14 des 32 comtés irlandais. L’équipe de Tipperary GAA est le tenant du titre. La finale est programmée pour le 4 septembre 2011 à Croke Park à Dublin.
En finale, le Kilkenny GAA remporte son trente troisième titre de champion d’Irlande en battant en finale le tenant du titre sur le score de 2-17 à 1-16. Cette victoire lui assure aussi un huitième succès en douze saisons.

## Organisation de la compétition

### Format
Le calendrier de l’édition 2011 est mis en place avec le tirage au sort des matchs qui a lien le 7 octobre 2010.
La compétition se déroule dans un premier temps et comme d’habitude sur une base provinciale. La structure de la compétition est un tournoi par élimination directe, les meilleures équipes de la saison précédente étant exemptes des premiers tours. Chaque confrontation se déroule sur un match, le lieu de celui-ci étant tiré au sort. En cas de match nul, le match est rejoué. Si au terme du deuxième match, les deux équipes n’ont pas réussi à se départager, une prolongation est disputée, puis une seconde avant éventuellement un troisième match.
Le championnat du Munster
- Les quarts de finale se jouent sur un match. Il oppose les deux premières équipes tirées au sort parmi les équipes non tête de série. L’équipe perdante est intégrée aux tours préliminaires du championnat d’Irlande.
- les demi-finales opposent le vainqueur du quart et les trois équipes têtes de série. Les deux vainqueurs disputent la finale du Munster et les deux perdants sont intégrés au championnat d’Irlande.
- La finale oppose les deux vainqueurs des demi-finales. Le vainqueur est directement qualifié pour les demi-finales du championnat d’Irlande et le perdant pour les quarts de finale.

Le championnat du Leinster
- Le tour préliminaire se compose de deux matchs opposant les quatre équipes les plus faibles de la province. Les deux vainqueurs se qualifient pour les quarts de finale et les deux perdants sont redirigés vers le tour préliminaire du championnat d’Irlande.
- les quarts de finale se composent de trois matchs. Les vainqueurs du tour préliminaire rejoignent les quatre équipes déjà pré-qualifiées pour former trois matchs. Les trois vainqueurs se qualifient pour les demi-finales et les trois perdants rejoignent les tours préliminaires du championnat d’Irlande.
- les demi-finales opposent les trois vainqueurs des quarts de finale et l’équipe tête de série, Kilkenny GAA pour cette saison. Les deux vainqueurs disputent la finale et les deux perdants rejoignent le championnat d’Irlande.
- La finale se joue sur un match. L’équipe vainqueur est déclarée championne du Leinster et se qualifie directement pour les demi-finales du championnat d’Irlande tandis que les deux perdants, eux, rejoignent les quarts de finale du même championnat.

### les équipes
Quatorze équipes participant à la compétition soit une de plus qu’en 2010. En effet, lors du championnat 2010, les trois premières équipes éliminées au premier tour Laois GAA, Carlow GAA et Wexford GAA ne participent pas à des play-offs de relégation. Le vainqueur de la Christy Ring Cup, l’équivalent de la deuxième division nationale, Westmeath GAA, est lui directement qualifié pour le All-Ireland. Cette équipe fait son retour dans le championnat pour la première fois depuis 2066.
| Équipe        | Ville      | Stade            | Capacité du stade | Province |
| ------------- | ---------- | ---------------- | ----------------- | -------- |
| Antrim GAA    | Belfast    | Casement Park    | 32 600            | Leinster |
| Carlow GAA    | Carlow     | Dr. Cullen Park  | 21 000            | Leinster |
| Clare GAA     | Ennis      | Cusack Park      | 28 000            | Munster  |
| Cork GAA      | Cork       | Páirc Uí Chaoimh | 43 500            | Munster  |
| Dublin GAA    | Dublin     | Parnell Park     | 13 500            | Leinster |
| Galway GAA    | Galway     | Pearse Stadium   | 34 000            | Leinster |
| Kilkenny GAA  | Kilkenny   | Nowlan Park      | 24 000            | Leinster |
| Laois GAA     | Portlaoise | O'Moore Park     | 27 000            | Leinster |
| Limerick GAA  | Limerick   | Gaelic Grounds   | 49 500            | Munster  |
| Offaly GAA    | Tullamore  | O'Connor Park    | 20 000            | Leinster |
| Tipperary GAA | Thurles    | Semple Stadium   | 53 500            | Munster  |
| Waterford GAA | Waterford  | Walsh Park       | 17 000            | Munster  |
| Westmeath GAA | Mullingar  | Cusack Park      | 15 000            | Leinster |
| Wexford GAA   | Wexford    | Wexford Park     | 25 000            | Leinster |